# Willem van Lamboy

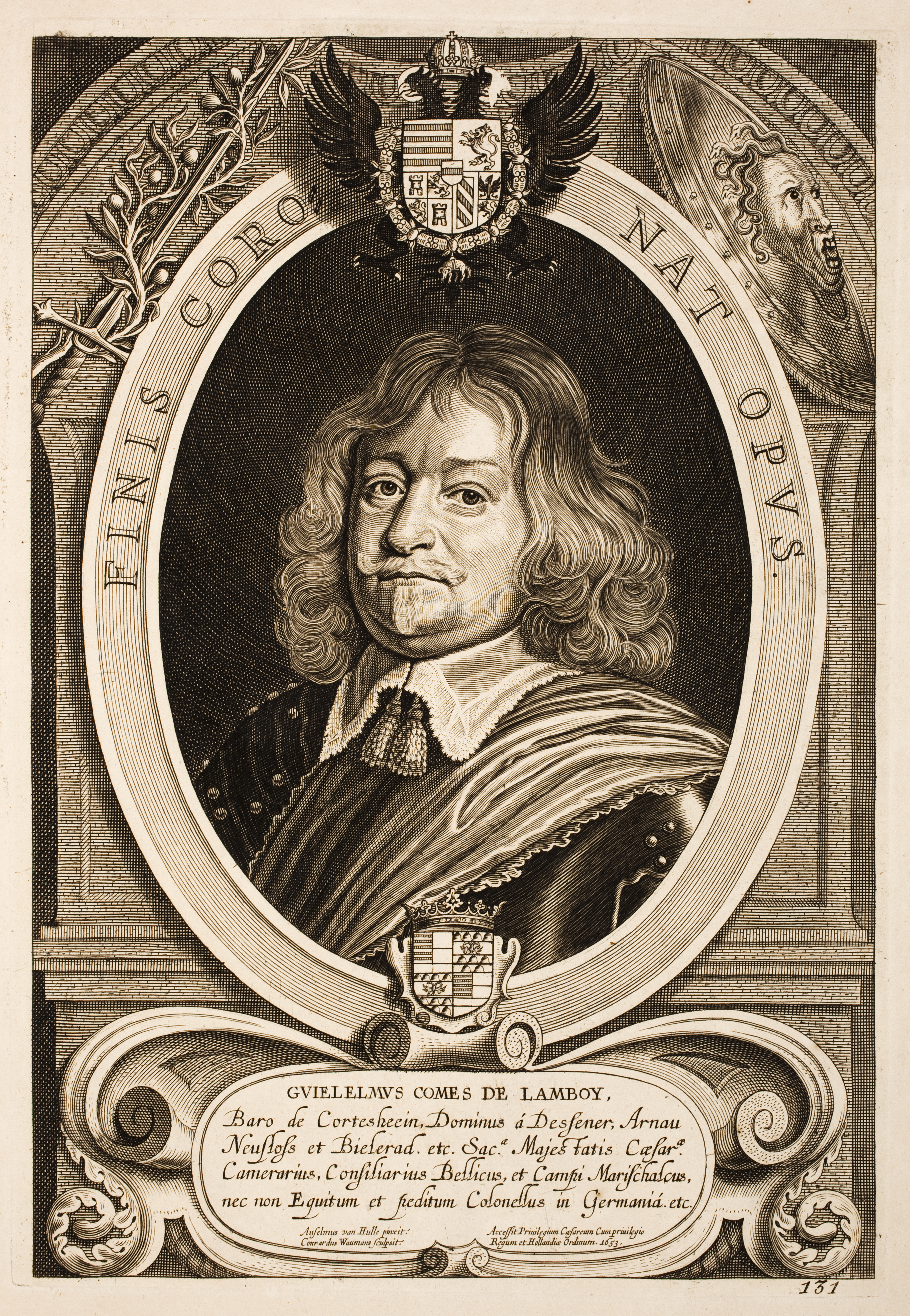
Willem III van Lamboy (gravure van Anselmus van Hulle)

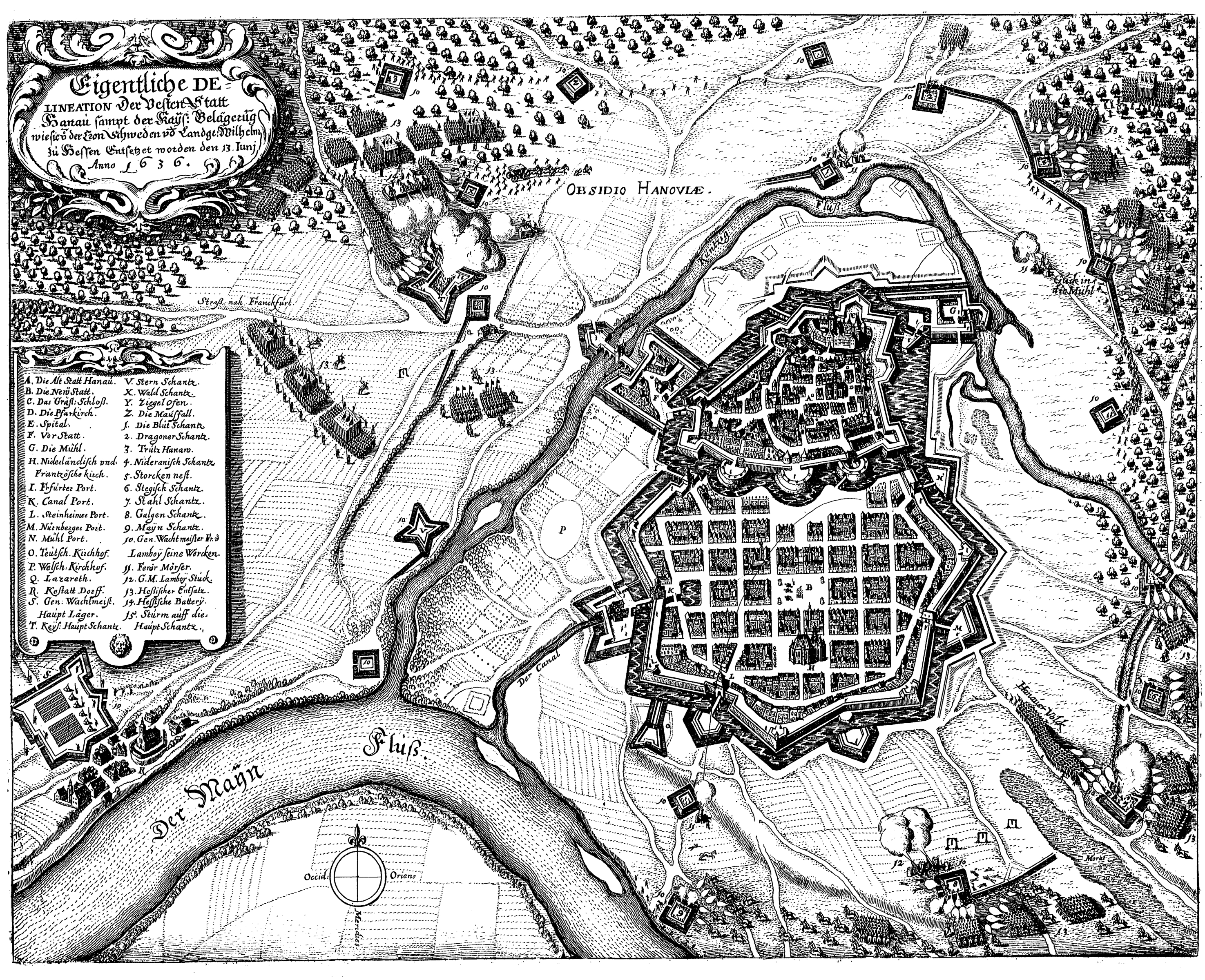
Tevergeefse belegering van Hanau door troepen van Willem van Lamboy in 1636

Willem III van Lamboy, baron van Cortesheim (Frans: Guillaume de Lamboy, mogelijk Kortessem, rond 1600 - Dymokury, 12 december 1659) was een Zuid-Nederlands edelman en veldheer in het kamp van de Habsburgse keizer tijdens de Dertigjarige Oorlog.
Vanaf 1632 leidde hij een regiment van haakbusschutters in keizerlijke dienst en hij onderscheidde zich in de Slag bij Lützen (1632). 
Tussen 1636 en 1639 was hij commandant van een Waals regiment en was hij actief in het westelijk deel van het strijdtoneel in de Dertigjarige Oorlog tegen legers van Frankrijk en Hessen. In 1636 mislukte een belegering van de Hessische stad Hanau; de stad werd door Zweedse troepen ontzet. In 1642 leidde hij op vraag van de aartsbisschop van Keulen een leger vanuit de Spaanse Nederlanden om een Frans-Hessisch leger geleid door Jean-Baptiste Budes, graaf van Guébriant te verdrijven. Op 17 januari werd het leger van Lamboy verslagen bij Kempen. Lamboy werd met 3.000 man gevangen genomen, terwijl er in zijn leger 2.800 doden vielen. In 1645 werd hij benoemd tot keizerlijk veldmaarschalk.
Naar hem is later de plaats Lamboy genoemd. Anno 2021 was dit een circa 12.500 inwoners tellend stadsdeel ten oosten van het centrum van Hanau in de Duitse deelstaat Hessen.